# Bjørn Dahl
Bjørn Thomas Dahl (29. november 1958 – 4. november 2011) var en dansk borgmester i Roskilde Kommune fra 2002-2006 for Venstre. Bjørn Dahl kom i byrådet i 1989.